# Accessus
L'accessus est un terme utilisé lors des conclaves pontificaux, destinés à élire un successeur au Saint-Siège à la mort du souverain pontife. Ce terme est utilisé lorsqu'un cardinal modifie son vote et accède à un autre candidat. L'accessus fut utilisé pour la première fois lors du conclave de 1455. Cette pratique fut certainement reprise au Sénat romain où, lorsqu'un sénateur changeait d'avis après le vote, il se déplaçait physiquement vers l'auteur de la proposition.
Dans les conclaves, lorsque les votes des cardinaux ont été comptabilisés à l'issue du tour de scrutin et qu'aucun des cardinaux n'a obtenu une majorité des deux-tiers des suffrages exprimés, alors les cardinaux peuvent lors du tour de scrutin suivant changer leur vote en écrivant Accedo domino Cardinali, puis le nom du candidat en faveur duquel ils donnent leurs voix à présent (ce qui exclut le candidat qui avait initialement reçu leur vote). Si le cardinal ne souhaite pas changer son vote, le cardinal inscrit "Nemini" ("personne"). Si ces voix supplémentaires à l'accession, ajoutées à celles précédemment reçues par un candidat, représentent les deux-tiers des voix exprimées, alors le candidat est élu. En l'absence de cette majorité requise, les bulletins sont brulés, et un scrutin ordinaire a lieu le lendemain. 
Les élections grâce à l’accessus ne furent possibles que jusqu'au milieu du XXe siècle, les bulletins de vote utilisés par chaque cardinal comportant jusqu'à cette période une inscription au revers. Lorsqu'un cardinal décidait d'utiliser son droit d'accession, ses deux bulletins devaient « être comparés et identifiés grâce au texte verso du bulletin, afin d'empêcher un vote double pour le même candidat par un électeur. »
Ainsi, le vote par accession éliminait le caractère secret du premier bulletin. 
Le vote par accessus fut interdit par le doyen du Collège des cardinaux lors du conclave de 1903, avant que ce mode d'élection ne soit supprimé par la législation de l'Église catholique romaine.